# فهرست قسمت‌های جذابان کلیولند
جذابان کلیولند یک کمدی موقعیت است که برای نخستین بار از ۱۶ ژوئن ۲۰۱۰ از شبکه تی‌وی لند پخش شد. این سریال نخستین سریال ساخت شبکه تی‌وی لند بود. قسمت اول این سریال پربیننده‌ترین پخش تلویزیونی در طول تاریخ شبکه بود. تهیه‌کننده جذابان کلیولند سوزان مارتین و تهیه‌کنندگان اجرایی آن نیز مارتین، شان هایس، لیندا اوبست و تاد میلینر هستند.
۱۲۸ قسمت این سریال در ۶ فصل از ۱۶ ژوئن ۲۰۱۰ تا ۳ ژوئن ۲۰۱۵ پخش شدند. هر یک از این قسمت‌ها حدود ۲۲ دقیقه طول داشتند.
|  |

## فصل‌ها
| فصل | فصل | قسمت‌ها | تاریخ پخش      | تاریخ پخش       | تماشاکنندگان (به میلیون) |
| فصل | فصل | قسمت‌ها | نخستین قسمت    | آخرین قسمت      | تماشاکنندگان (به میلیون) |
| --- | --- | ------ | -------------- | --------------- | ------------------------ |
|     | ۱   | ۱۰     | ۱۶ ژوئن ۲۰۱۰   | ۱۸ اوت ۲۰۱۰     | ۳٫۱۲                     |
|     | ۲   | ۲۲     | ۱۹ ژانویه ۲۰۱۱ | ۳۱ اوت ۲۰۱۱     | ۲٫۰۹                     |
|     | ۳   | ۲۴     | ۳۰ نوامبر ۲۰۱۱ | ۶ ژوئن ۲۰۱۲     | ۱٫۵۲                     |
|     | ۴   | ۲۴     | ۲۸ نوامبر ۲۰۱۲ | ۴ سپتامبر ۲۰۱۳  | ۱٫۳۴                     |
|     | ۵   | ۲۴     | ۲۶ مارس ۲۰۱۴   | ۱۰ سپتامبر ۲۰۱۴ | —                        |
|     | ۶   | ۲۴     | ۵ نوامبر ۲۰۱۴  | ۳ ژوئن ۲۰۱۵     | ۰٫۷۹                     |

## قسمت‌ها

### فصل ۱ (۲۰۱۰)
| ردیف | عنوان                       | تاریخ پخش     | نویسنده                      | کارگردان    | شماره ساخت | آمار بازدید |
| ---- | --------------------------- | ------------- | ---------------------------- | ----------- | ---------- | ----------- |
| ۱    | Pilot                       | ۱۶ ژوئن ۲۰۱۱  | سوزان مارتین                 | مایکل لمبک  | ۱۰۱        | ۴٫۷۵        |
| ۲    | Who's Your Mama?            | ۲۳ ژوئن ۲۰۱۱  | سوزان مارتین                 | اندی کاردیف | ۱۰۲        | ۳٫۳۷        |
| ۳    | Birthdates                  | ۳۰ ژوئن ۲۰۱۱  | وانسا مک‌کارتی                | اندی کاردیف | ۱۰۳        | ۳٫۰۷        |
| ۴    | The Sex That Got Away       | ۷ ژوئیه ۲۰۱۱  | ان فلت-جیوردانو و چاک رانبرگ | دیوید ترینر | ۱۰۵        | ۲٫۹۳        |
| ۵    | Good Neighbors              | ۱۴ ژوئیه ۲۰۱۱ | سم جانسون و کریس مارسیل      | دیوید ترینر | ۱۰۶        | ۲٫۹۹        |
| ۶    | Meet the Parents            | ۲۱ ژوئیه ۲۰۱۱ | لیز فلدمن                    | اندی کاردیف | ۱۰۴        | ۲٫۴۴        |
| ۷    | It's Not That Complicated   | ۲۸ ژوئیه ۲۰۱۱ | ان فلت-جیوردانو و چاک رانبرگ | دیوید ترینر | ۱۰۷        | ۲٫۹۷        |
| ۸    | The Play's The Thing        | ۴ اوت ۲۰۱۱    | سم جانسون و کریس مارسیل      | گیل جانگر   | ۱۰۸        | ۲٫۵۷        |
| ۹    | Good Luck Faking the Goiter | ۱۱ اوت ۲۰۱۱   | سوزان مارتین                 | گیل جانگر   | ۱۰۹        | ۲٫۷۲        |
| ۱۰   | Tornado                     | ۱۸ اوت ۲۰۱۱   | وانسا مک‌کارتی                | گیل جانگر   | ۱۱۰        | ۳٫۴۰        |

### فصل ۲ (۲۰۱۱)
| ردیف | عنوان                              | تاریخ پخش      | نویسنده                         | کارگردان    | شماره ساخت | آمار بازدید |
| ---- | ---------------------------------- | -------------- | ------------------------------- | ----------- | ---------- | ----------- |
| ۱۱   | Hot for Elka                       | ۱۹ ژانویه ۲۰۱۱ | سوزان مارتین                    | دیوید ترینر | ۲۰۱        | ۲٫۹۵        |
| ۱۲   | Bad Bromance                       | ۲۶ ژانویه ۲۰۱۱ | سم جانسون & Chris Marcil        | دیوید ترینر | ۲۰۲        | ۲٫۳۰        |
| ۱۳   | Hot for Lawyer                     | ۲ فوریه ۲۰۱۱   | استیو جو                        | دیوید ترینر | ۲۰۴        | ۲٫۳۶        |
| ۱۴   | Sisterhood of the Traveling SPANX  | ۹ فوریه ۲۰۱۱   | ریچل سوئیت                      | دیوید ترینر | ۲۰۳        | ۲٫۱۱        |
| ۱۵   | I Love Lucci (Part 1)              | ۱۶ فوریه ۲۰۱۱  | Chuck Ranberg & ان فلت-جیوردانو | اندی کاردیف | ۲۰۵        | ۱٫۹۲        |
| ۱۶   | I Love Lucci (Part 2)              | ۲۳ فوریه ۲۰۱۱  | Chuck Ranberg & ان فلت-جیوردانو | اندی کاردیف | ۲۰۶        | ۱٫۷۱        |
| ۱۷   | Dog Tricks, Sex Flicks & Joy's Fix | ۲ مارس ۲۰۱۱    | اریک زیکلین                     | اندی کاردیف | ۲۰۷        | ۱٫۹۶        |
| ۱۸   | LeBron is Le Gone                  | ۹ مارس ۲۰۱۱    | استیو جو                        | اندی کاردیف | ۲۰۸        | ۱٫۹۳        |
| ۱۹   | Elka's Snowbird                    | ۱۶ مارس ۲۰۱۱   | استیو اسکوروان                  | دیوید ترینر | ۲۰۹        | ۱٫۵۶        |
| ۲۰   | Law & Elka                         | ۲۳ مارس ۲۰۱۱   | سم جانسون و کریس مارسیل         | دیوید ترینر | ۲۱۰        | ۱٫۸۰        |
| ۲۱   | Where's Elka?                      | ۱۵ ژوئن ۲۰۱۱   | سوزان مارتین                    | اندی کاردیف | ۲۱۱        | ۲٫۳۹        |
| ۲۲   | How I Met My Mother                | ۲۲ ژوئن ۲۰۱۱   | استیو جو                        | اندی کاردیف | ۲۱۲        | ۱٫۹۷        |
| ۲۳   | Unseparated at Birthdates          | ۲۹ ژوئن ۲۰۱۱   | ریچل سوئیت                      | اندی کاردیف | ۲۱۵        | ۲٫۲۹        |
| ۲۴   | Battle of the Bands                | ۶ ژوئیه ۲۰۱۱   | استیو کروان                     | اندی کاردیف | ۲۱۴        | ۲٫۲۵        |
| ۲۵   | Love Thy Neighbor                  | ۱۳ ژوئیه ۲۰۱۱  | سم جانسون و کریس مارسیل         | اندی کاردیف | ۲۱۶        | ۲٫۰۰        |
| ۲۶   | Dancing Queens                     | ۲۰ ژوئیه ۲۰۱۱  | اریک زیکلین                     | اندی کاردیف | ۲۱۳        | ۲٫۴۴        |
| ۲۷   | The Emmy Show                      | ۲۷ ژوئیه ۲۰۱۱  | استیو جو                        | دیوید ترینر | ۲۲۱        | ۱٫۸۴        |
| ۲۸   | Arch Enemies                       | ۳ اوت ۲۰۱۱     | ریچل سوئیت                      | دیوید ترینر | ۲۲۲        | ۱٫۸۸        |
| ۲۹   | Too Hot for TV                     | ۱۰ اوت ۲۰۱۱    | گین                             | گین         | ۲۱۸        | ۲٫۰۳        |
| ۳۰   | Indecent Proposals                 | ۱۷ اوت ۲۰۱۱    | چاک رانبرگ و ان فلت-جیوردانو    | اندی کاردیف |            |             |
| ۳۱   | Bridezelka                         | ۲۴ اوت ۲۰۱۱    |                                 |             |            |             |
| ۳۲   | Elka's Big Day                     | ۳۱ اوت ۲۰۱۱    |                                 |             |            |             |

### فصل ۳ (۱۲–۲۰۱۱)
1. Sneak Peek
2. Elka's Choice
3. Beards
4. Funeral Crashers
5. Happy Fat
6. One Thing or a Mother
7. How Did You Guys Meet, Anyway?
8. Two Girls and a Rhino
9. God and Football
10. Love Is Blind
11. Life with Lucci
12. I'm with the Band
13. Lost Loves
14. Tangled Web
15. Hot & Heavy
16. Rubber Ball
17. Everything Goes Better with Vampires
18. Claus, Tails & High-Pitched Males: Birthdates 3
19. Cruel Shoes
20. Bye George, I Think He's Got It!
21. The Gateway Friend
22. Some Like it Hot
23. Storage Wars
24. What's Behind the Door

### فصل ۴ (۱۳–۲۰۱۲)
1. That Changes Everything
2. A Midwinter Night's Sex Comedy
3. Method Man
4. GILFs
5. A Box Full of Puppies
6. Cleveland Fantasy Con
7. Magic Diet Candy
8. Extras
9. The Conversation
10. Fast and Furious
11. What Now, My Love?
12. Canoga Falls
13. It's Alive
14. The Proposal
15. Pony Up
16. No Glove, No Love
17. The Fixer
18. Look Who's Hot Now
19. Cleveland Indians
20. Corpse Bride
21. All My Exes
22. Love Is All Around
23. The Man That Got Away

### فصل ۵ (۲۰۱۴)
1. Stayin' Alive
2. Surprise!
3. Dr. Who?
4. The Undead
5. Elka Takes a Lover
6. Rusty Banks Rides Again
7. The One with George Clooney
8. Brokeback Elka
9. Bad George Clooney
10. Bucket: We're Going to New York
11. Undercover Lovers
12. I Just Met the Man I'm Going to Marry
13. People Feeding People
14. Murder House
15. Playmates
16. Auction Heroes
17. Straight Outta Cleveland
18. The Animated Episode
19. Strange Bedfellows
20. The Italian Job
21. Mystery Date: Oscar Edition
22. Win Win
23. Don Elka
24. The Bachelors

### فصل ۶ (۱۵–۲۰۱۴)
1. Comfort and Joy
2. Fear and Loathing in Los Angeles
3. Bossy Cups
4. Naked and Afraid
5. Tazed and Confused
6. Out of Our Minds
7. Cold in Cleveland: The Christmas Episode
8. The Young and the Restless
9. Bad Boys
10. We Could Be Royals
11. About a Joy
12. One Wedding and One Funeral
13. Scandalous
14. Family Affair
15. All Dolled Up
16. Bad Girlfriends
17. Duct Soup
18. Cleveland Calendar Girls
19. Kitchen Nightmare
20. All About Elka
21. Say Yes to the Mess
22. Hot in Cleveland: Hot Damn!
23. Vegas Baby
24. I Hate Goodbyes

## قسمت‌های ویژه
| ردیف | عنوان                        | تاریخ پخش      | شماره ساخت |
| ---- | ---------------------------- | -------------- | ---------- |
| ۱    | «پشت جذابیت»                 | ۱۲ دسامبر ۲۰۱۰ | ۱۵۰        |
| ۲    | «خیلی جذاب برای تلویزیون»    | ۱۰ اوت ۲۰۱۱    | ۲۱۸        |
| ۳    | «بعضی‌ها جذاب دوستش دارند»    | ۹ مه ۲۰۱۲      | ۳۲۲        |
| ۴    | «ببین الان کی جذاب شده»      | ۷ اوت ۲۰۱۳     | ۴۲۲        |
| ۵    | «جذابان کلیولند: خیلی جذاب!» | ۲۷ مه ۲۰۱۵     | ۶۲۲        |